# 森田信男
森田 信男（もりた のぶお、 - ）は、日本の資源工学者。専門は石油工学。早稲田大学名誉教授。工学博士（テキサス大学）

## 略歴・人物
1963年、静岡県立静岡高等学校卒業。1968年、東京大学工学部資源開発工学科 石油工学専攻卒業。1974年、テキサス大学大学院博士課程（石油生産・地球科学研究室 石油工学科）修了。1974年 - 1977年、テキサス大学研究員。1979年-1981年、テキサス大学 Research Associate。1981年-1995年、コノコ社 部長級上級研究者。スタットオイル、ノルスクハイドロ、エニ、ベネズエラ国営石油会社（PDVSA）等の石油会社のテクニカルアドバイザーを務めた。
1995年より早稲田大学理工学部環境資源工学科教授。経済産業省、石油天然ガス・金属鉱物資源機構（JOGMEC）、海洋研究開発機構（JAMSTEC）の委員会の議長・委員を務めるほか、多くのメジャーオイル企業のアドバイザーを務め、150以上のガス油田開発に携わった。

## 受賞
- 1989年 合衆国岩石工学技術協会賞(1989U.S.National Committee Rock Mechanics Award)